# Eisschnelllauf-Sprintweltmeisterschaft 1975
Die 6. Eisschnelllauf-Sprintweltmeisterschaft wurde vom 15. bis 16. Februar im schwedischen Göteborg (Ullevi) ausgetragen.

## Wettbewerb
- 65 Sportler aus 15 Nationen nahmen am Mehrkampf teil

| Teilnehmende Nationen                          | Teilnehmende Nationen                                                            | Teilnehmende Nationen            | Teilnehmende Nationen                   |
| ---------------------------------------------- | -------------------------------------------------------------------------------- | -------------------------------- | --------------------------------------- |
| Australien Kanada Volksrepublik China Finnland | Frankreich BR Deutschland Vereinigtes Königreich Deutsche Demokratische Republik | Japan Niederlande Norwegen Polen | Schweden Sowjetunion Vereinigte Staaten |

### Frauen

#### Endstand
- Zeigt die zwölf erfolgreichsten Sportlerinnen der Sprint-WM

| Rang | Name                            | 1. Lauf 500 Meter | Pkt.  | 1. Lauf 1.000 Meter | Pkt.  | 2. Lauf 500 Meter | Pkt.  | 2. Lauf 1.000 Meter | Pkt.  | Gesamt- pkt. |
| ---- | ------------------------------- | ----------------- | ----- | ------------------- | ----- | ----------------- | ----- | ------------------- | ----- | ------------ |
| 1    | Sheila Young                    | 44,34 (6)         | 44,34 | 1:29,94 (1)         | 44,97 | 43,92 (1)         | 43,92 | 1:29,63 (1)         | 44,81 | 178,045      |
| 2    | Heike Lange                     | 45,17 (12)        | 45,17 | 1:31,05 (5)         | 45,52 | 44,10 (2)         | 44,10 | 1:32,07 (3)         | 46,03 | 180,830      |
| 3    | Cathy Priestner                 | 43,44 (1)         | 43,44 | 1:30,93 (4)         | 45,46 | 45,56 (9)         | 45,56 | 1:33,15 (10)        | 46,57 | 181,040      |
| 4    | Wera Krasnowa                   | 43,48 (2)         | 43,48 | 1:32,58 (10)        | 46,29 | 44,93 (5)         | 44,93 | 1:32,76 (5)         | 46,38 | 181,080      |
| 5    | Ljubow Sadtschikowa             | 43,64 (4)         | 43,64 | 1:31,47 (8)         | 45,73 | 45,52 (8)         | 45,52 | 1:34,62 (11)        | 47,31 | 182,205      |
| 6    | Makiko Nagaya                   | 44,68 (10)        | 44,68 | 1:32,70 (11)        | 46,35 | 45,06 (6)         | 45,06 | 1:32,31 (4)         | 46,15 | 182,245      |
| 7    | Tatjana Awerina                 | 44,65 (9)         | 44,65 | 1:30,73 (3)         | 45,36 | 45,71 (11)        | 45,71 | 1:33,14 (9)         | 46,57 | 182,295      |
| 8    | Stanisława Pietruszczak-Wąchała | 44,09 (5)         | 44,09 | 1:33,07 (16)        | 46,53 | 45,58 (10)        | 45,58 | 1:36,23 (18)        | 48,11 | 184,320      |
| 9    | Ann-Sofie Järnström             | 44,39 (7)         | 44,39 | 1:32,96 (14)        | 46,48 | 46,13 (14)        | 46,13 | 1:34,96 (12)        | 47,48 | 184,480      |
| 10   | Sophie Westenbroek              | 45,56 (16)        | 45,56 | 1:32,74 (13)        | 46,37 | 46,54 (16)        | 46,54 | 1:32,90 (7)         | 46,45 | 184,920      |
| 11   | Haitske Pijlman                 | 44,56 (8)         | 44,56 | 1:32,34 (9)         | 46,17 | 46,65 (17)        | 46,65 | 1:35,60 (16)        | 47,80 | 185,180      |
| 12   | Monika Holzner-Pflug            | 43,59 (3)         | 43,59 | 1:30,27 (2)         | 45,13 | 44,79 (4)         | 44,79 | 1:44,15 (30)        | 52,07 | 185,590      |

#### 1. Lauf 500 Meter
| Platz | Name                            | Land                            | Zeit  | Punkte |
| ----- | ------------------------------- | ------------------------------- | ----- | ------ |
| 1     | Cathy Priestner                 | Kanada                          | 43,44 | 43,44  |
| 2     | Wera Krasnowa                   | Sowjetunion                     | 43,48 | 43,48  |
| 3     | Monika Holzner-Pflug            | BR Deutschland                  | 43,59 | 43,59  |
| 4     | Ljubow Sadtschikowa             | Sowjetunion                     | 43,64 | 43,64  |
| 5     | Stanisława Pietruszczak-Wąchała | Polen                           | 44,09 | 44,09  |
| 6     | Sheila Young                    | Vereinigte Staaten              | 44,34 | 44,34  |
| 7     | Ann-Sofie Järnström             | Schweden                        | 44,39 | 44,39  |
| 8     | Haitske Pijlman                 | Niederlande                     | 44,56 | 44,56  |
| 9     | Tatjana Awerina                 | Sowjetunion                     | 44,65 | 44,65  |
| 10    | Makiko Nagaya                   | Japan                           | 44,68 | 44,68  |
|       |                                 |                                 |       |        |
| 12    | Heike Lange                     | Deutsche Demokratische Republik | 45,17 | 45,17  |

#### 1. Lauf 1.000 Meter
| Platz | Name                 | Land                            | Zeit    | Punkte |
| ----- | -------------------- | ------------------------------- | ------- | ------ |
| 1     | Sheila Young         | Vereinigte Staaten              | 1:29,94 | 44,97  |
| 2     | Monika Holzner-Pflug | BR Deutschland                  | 1:30,27 | 45,13  |
| 3     | Tatjana Awerina      | Sowjetunion                     | 1:30,73 | 45,36  |
| 4     | Cathy Priestner      | Kanada                          | 1:30,93 | 45,46  |
| 5     | Heike Lange          | Deutsche Demokratische Republik | 1:31,05 | 45,52  |
| 6     | Erwina Rys           | Polen                           | 1:31,28 | 45,64  |
| 7     | Ljudmila Titowa      | Sowjetunion                     | 1:31,35 | 45,67  |
| 8     | Ljubow Sadtschikowa  | Sowjetunion                     | 1:31,47 | 45,73  |
| 9     | Haitske Pijlman      | Niederlande                     | 1:32,34 | 46,17  |
| 10    | Wera Krasnowa        | Sowjetunion                     | 1:32,58 | 46,29  |

#### 2. Lauf 500 Meter
| Platz | Name                            | Land                            | Zeit  | Punkte |
| ----- | ------------------------------- | ------------------------------- | ----- | ------ |
| 1     | Sheila Young                    | Vereinigte Staaten              | 43,92 | 43,92  |
| 2     | Heike Lange                     | Deutsche Demokratische Republik | 44,10 | 44,10  |
| 3     | Ljudmila Titowa                 | Sowjetunion                     | 44,49 | 44,49  |
| 4     | Monika Holzner-Pflug            | BR Deutschland                  | 44,79 | 44,79  |
| 5     | Wera Krasnowa                   | Sowjetunion                     | 44,93 | 44,93  |
| 6     | Makiko Nagaya                   | Japan                           | 45,06 | 45,06  |
| 7     | Paula-Irmeli Halonen            | Finnland                        | 45,29 | 45,29  |
| 8     | Ljubow Sadtschikowa             | Sowjetunion                     | 45,52 | 45,52  |
| 9     | Cathy Priestner                 | Kanada                          | 45,56 | 45,56  |
| 10    | Stanisława Pietruszczak-Wąchała | Polen                           | 45,58 | 45,58  |

#### 2. Lauf 1.000 Meter
| Platz | Name                 | Land                            | Zeit    | Punkte |
| ----- | -------------------- | ------------------------------- | ------- | ------ |
| 1     | Sheila Young         | Vereinigte Staaten              | 1:29,63 | 44,81  |
| 2     | Ljudmila Titowa      | Sowjetunion                     | 1:30,94 | 45,47  |
| 3     | Heike Lange          | Deutsche Demokratische Republik | 1:32,07 | 46,03  |
| 4     | Makiko Nagaya        | Japan                           | 1:32,31 | 46,15  |
| 5     | Wera Krasnowa        | Sowjetunion                     | 1:32,76 | 46,38  |
| 6     | Erwina Rys           | Polen                           | 1:32,84 | 46,42  |
| 7     | Sophie Westenbroek   | Niederlande                     | 1:32,90 | 46,45  |
| 8     | Annie Borckink       | Niederlande                     | 1:32,99 | 46,49  |
| 9     | Tatjana Awerina      | Sowjetunion                     | 1:33,14 | 46,57  |
| 10    | Cathy Priestner      | Kanada                          | 1:33,15 | 46,57  |
|       |                      |                                 |         |        |
| 30    | Monika Holzner-Pflug | BR Deutschland                  | 1:44,15 | 52,07  |

### Männer

#### Endstand
- Zeigt die zwölf erfolgreichsten Sportler der Sprint-WM

| Rang | Name               | 1. Lauf 500 Meter | Pkt.  | 1. Lauf 1.000 Meter | Pkt.  | 2. Lauf 500 Meter | Pkt.  | 2. Lauf 1.000 Meter | Pkt.  | Gesamt- pkt. |
| ---- | ------------------ | ----------------- | ----- | ------------------- | ----- | ----------------- | ----- | ------------------- | ----- | ------------ |
| 1    | Alexander Safronow | 40,17 (5)         | 40,17 | 1:20,95 (1)         | 40,47 | 41,05 (8)         | 41,05 | 1:22,24 (1)         | 41,12 | 162,815      |
| 2    | Jewgeni Kulikow    | 39,80 (2)         | 39,80 | 1:22,63 (7)         | 41,31 | 39,84 (1)         | 39,84 | 1:23,96 (11)        | 41,98 | 162,935      |
| 3    | Waleri Muratow     | 40,33 (8)         | 40,33 | 1:21,72 (2)         | 40,86 | 40,79 (5)         | 40,79 | 1:23,73 (6)         | 41,86 | 163,845      |
| 4    | Jørn Didriksen     | 40,23 (6)         | 40,23 | 1:22,19 (4)         | 41,09 | 40,86 (6)         | 40,86 | 1:23,85 (8)         | 41,92 | 164,110      |
| 5    | Johan Granath      | 40,05 (3)         | 40,05 | 1:22,50 (6)         | 41,25 | 41,19 (12)        | 41,19 | 1:23,58 (4)         | 41,79 | 164,280      |
| 6    | Masaki Suzuki      | 40,08 (4)         | 40,08 | 1:23,29 (12)        | 41,64 | 39,89 (2)         | 39,89 | 1:25,38 (21)        | 42,69 | 164,305      |
| 7    | Eppie Bleeker      | 40,56 (9)         | 40,56 | 1:21,84 (3)         | 40,92 | 41,27 (13)        | 41,27 | 1:23,22 (2)         | 41,61 | 164,360      |
| 8    | Oloph Granath      | 41,17 (18)        | 41,17 | 1:22,75 (8)         | 41,37 | 41,17 (11)        | 41,17 | 1:23,64 (5)         | 41,82 | 165,535      |
| 9    | Dan Immerfall      | 40,56 (9)         | 40,56 | 1:23,72 (13)        | 41,86 | 41,08 (9)         | 41,08 | 1:24,65 (13)        | 42,32 | 165,825      |
| 10   | Jan Bazen          | 40,77 (13)        | 40,77 | 1:23,14 (10)        | 41,57 | 41,03 (7)         | 41,03 | 1:24,93 (17)        | 42,46 | 165,835      |
| 11   | Klaus Knauer       | 40,23 (6)         | 40,23 | 1:23,95 (18)        | 41,97 | 41,12 (10)        | 41,12 | 1:25,24 (19)        | 42,62 | 165,945      |
| 12   | Per Bjørang        | 40,71 (12)        | 40,71 | 1:24,20 (21)        | 42,10 | 40,75 (4)         | 40,75 | 1:24,80 (15)        | 42,40 | 165,960      |

#### 1. Lauf 500 Meter
| Platz | Name                        | Land                                     | Zeit  | Punkte |
| ----- | --------------------------- | ---------------------------------------- | ----- | ------ |
| 1     | Wladimir Kaschtschei        | Sowjetunion                              | 39,26 | 39,26  |
| 2     | Jewgeni Kulikow             | Sowjetunion                              | 39,80 | 39,80  |
| 3     | Johan Granath               | Schweden                                 | 40,05 | 40,05  |
| 4     | Masaki Suzuki               | Japan                                    | 40,08 | 40,08  |
| 5     | Alexander Safronow          | Sowjetunion                              | 40,17 | 40,17  |
| 6     | Jørn Didriksen Klaus Knauer | Norwegen Deutsche Demokratische Republik | 40,23 | 40,23  |
| 8     | Waleri Muratow              | Sowjetunion                              | 40,33 | 40,33  |
| 9     | Eppie Bleeker Dan Immerfall | Niederlande Vereinigte Staaten           | 40,56 | 40,56  |
|       |                             |                                          |       |        |
| 15    | Horst Freese                | BR Deutschland                           | 40,98 | 40,98  |
| 17    | Hans Lichtenstern           | BR Deutschland                           | 41,13 | 41,13  |

#### 1. Lauf 1.000 Meter
| Platz | Name               | Land                            | Zeit    | Punkte |
| ----- | ------------------ | ------------------------------- | ------- | ------ |
| 1     | Alexander Safronow | Sowjetunion                     | 1:20,95 | 40,47  |
| 2     | Waleri Muratow     | Sowjetunion                     | 1:21,72 | 40,86  |
| 3     | Eppie Bleeker      | Niederlande                     | 1:21,84 | 40,92  |
| 4     | Jørn Didriksen     | Norwegen                        | 1:22,19 | 41,09  |
| 5     | Dan Carroll        | Vereinigte Staaten              | 1:22,26 | 41,13  |
| 6     | Johan Granath      | Schweden                        | 1:22,50 | 41,25  |
| 7     | Jewgeni Kulikow    | Sowjetunion                     | 1:22,63 | 41,31  |
| 8     | Oloph Granath      | Schweden                        | 1:22,75 | 41,37  |
| 9     | Harm Kuipers       | Niederlande                     | 1:23,05 | 41,52  |
| 10    | Jan Bazen          | Niederlande                     | 1:23,14 | 41,57  |
|       |                    |                                 |         |        |
| 15    | Harald Oehme       | Deutsche Demokratische Republik | 1:23,75 | 41,87  |
| 18    | Klaus Knauer       | Deutsche Demokratische Republik | 1:23,95 | 41,97  |
| 24    | Hans Lichtenstern  | BR Deutschland                  | 1:24,37 | 42,18  |
| 26    | Horst Freese       | BR Deutschland                  | 1:24,73 | 42,36  |

#### 2. Lauf 500 Meter
| Platz | Name               | Land                            | Zeit  | Punkte |
| ----- | ------------------ | ------------------------------- | ----- | ------ |
| 1     | Jewgeni Kulikow    | Sowjetunion                     | 39,84 | 39,84  |
| 2     | Masaki Suzuki      | Japan                           | 39,89 | 39,89  |
| 3     | Peter Mueller      | Vereinigte Staaten              | 40,67 | 40,67  |
| 4     | Per Bjørang        | Norwegen                        | 40,75 | 40,75  |
| 5     | Waleri Muratow     | Sowjetunion                     | 40,79 | 40,79  |
| 6     | Jørn Didriksen     | Norwegen                        | 40,86 | 40,86  |
| 7     | Jan Bazen          | Niederlande                     | 41,03 | 41,03  |
| 8     | Alexander Safronow | Sowjetunion                     | 41,05 | 41,05  |
| 9     | Dan Immerfall      | Vereinigte Staaten              | 41,08 | 41,08  |
| 10    | Klaus Knauer       | Deutsche Demokratische Republik | 41,12 | 41,12  |
|       |                    |                                 |       |        |
| 14    | Horst Freese       | BR Deutschland                  | 41,43 | 41,43  |
| 18    | Harald Oehme       | Deutsche Demokratische Republik | 41,85 | 41,85  |
| 23    | Hans Lichtenstern  | BR Deutschland                  | 42,14 | 42,14  |

#### 2. Lauf 1.000 Meter
| Platz | Name               | Land                            | Zeit    | Punkte |
| ----- | ------------------ | ------------------------------- | ------- | ------ |
| 1     | Alexander Safronow | Sowjetunion                     | 1:22,24 | 41,12  |
| 2     | Eppie Bleeker      | Niederlande                     | 1:23,22 | 41,61  |
| 3     | Dan Carroll        | Vereinigte Staaten              | 1:23,40 | 41,70  |
| 4     | Johan Granath      | Schweden                        | 1:23,58 | 41,79  |
| 5     | Oloph Granath      | Schweden                        | 1:23,64 | 41,82  |
| 6     | Waleri Muratow     | Sowjetunion                     | 1:23,73 | 41,86  |
| 7     | Harm Kuipers       | Niederlande                     | 1:23,74 | 41,87  |
| 8     | Jørn Didriksen     | Norwegen                        | 1:23,85 | 41,92  |
| 9     | Zhao Weichang      | Volksrepublik China             | 1:23,91 | 41,95  |
| 10    | Masayuki Kawahara  | Japan                           | 1:23,95 | 41,97  |
|       |                    |                                 |         |        |
| 12    | Harald Oehme       | Deutsche Demokratische Republik | 1:24,21 | 42,10  |
| 19    | Klaus Knauer       | Deutsche Demokratische Republik | 1:25,24 | 42,62  |
| 23    | Horst Freese       | BR Deutschland                  | 1:26,26 | 43,13  |
| 25    | Hans Lichtenstern  | BR Deutschland                  | 1:26,43 | 43,21  |